# Merghindeal
Merghindeal é uma comuna romena localizada no distrito de Sibiu, na região histórica da Transilvânia. A comuna possui uma área de 64.91 km² e sua população era de 1277 habitantes segundo o censo de 2007.